# Каменец-Подольский парк
Каменец-Подольский парк — памятник садово-паркового искусства местного значения. Был основан в 1867 году. Расположен в городе Каменец-Подольский Хмельницкой области, на левом берегу каньона реки Смотрич. На данный момент находится в ведении управления жилищно-коммунального хозяйства Каменец-Подольского городского совета. Расположен по улице Шевченко. Здесь произрастает около 30 пород. Есть система лестниц, каскадных водопадов и парковая скульптура. Несколько скульптур оленей являются отсылкой к одной из версий основания города, князьями Кориатовичами во время охоты. Общая площадь парка составляет 13,5 га.
«Каменец-Подольский парк» входит в состав природно-заповедного фонда Украины, охраняется как национальное достояние, является составной частью системы природных территорий и объектов, находящихся под особой охраной.

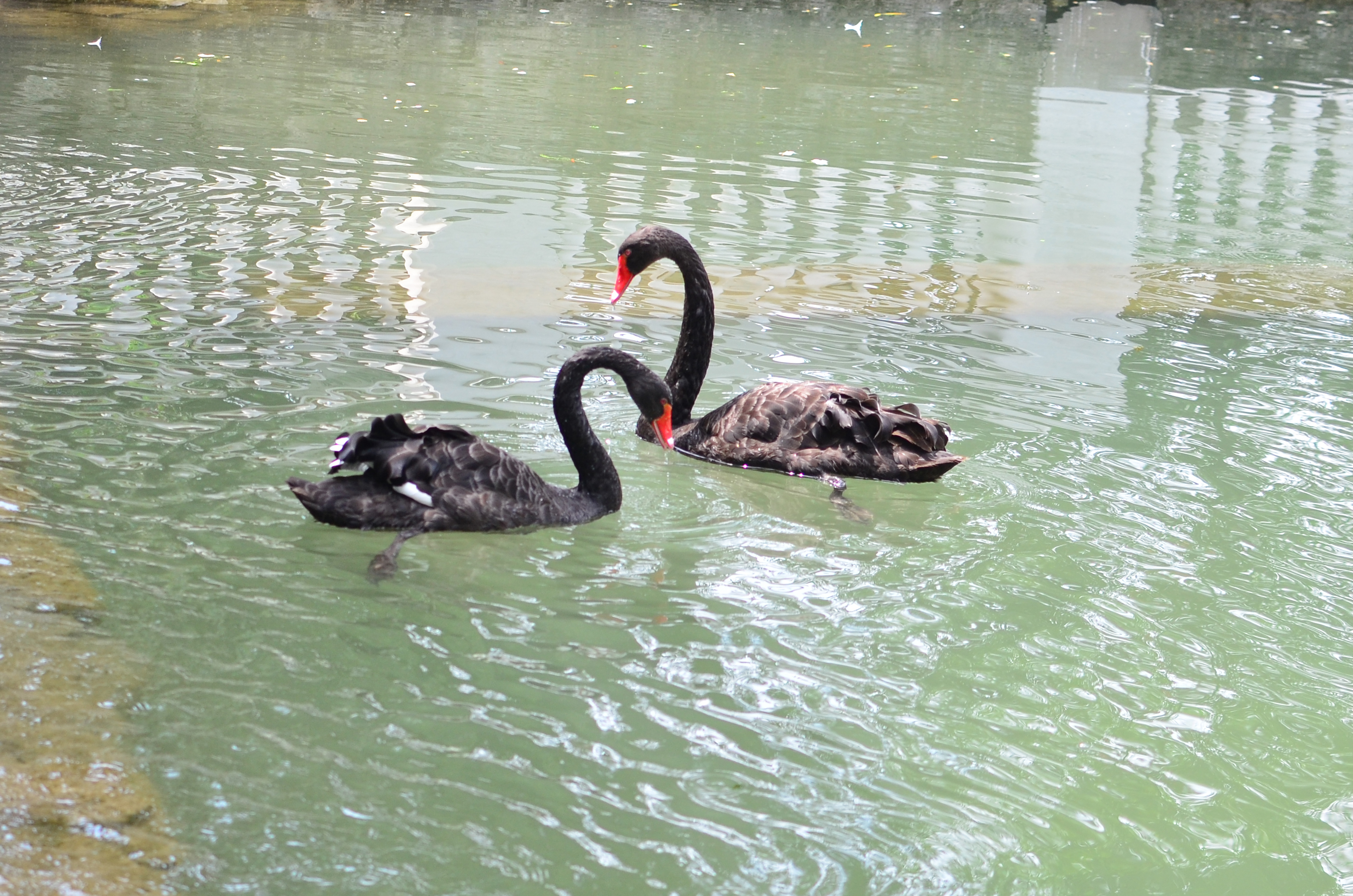
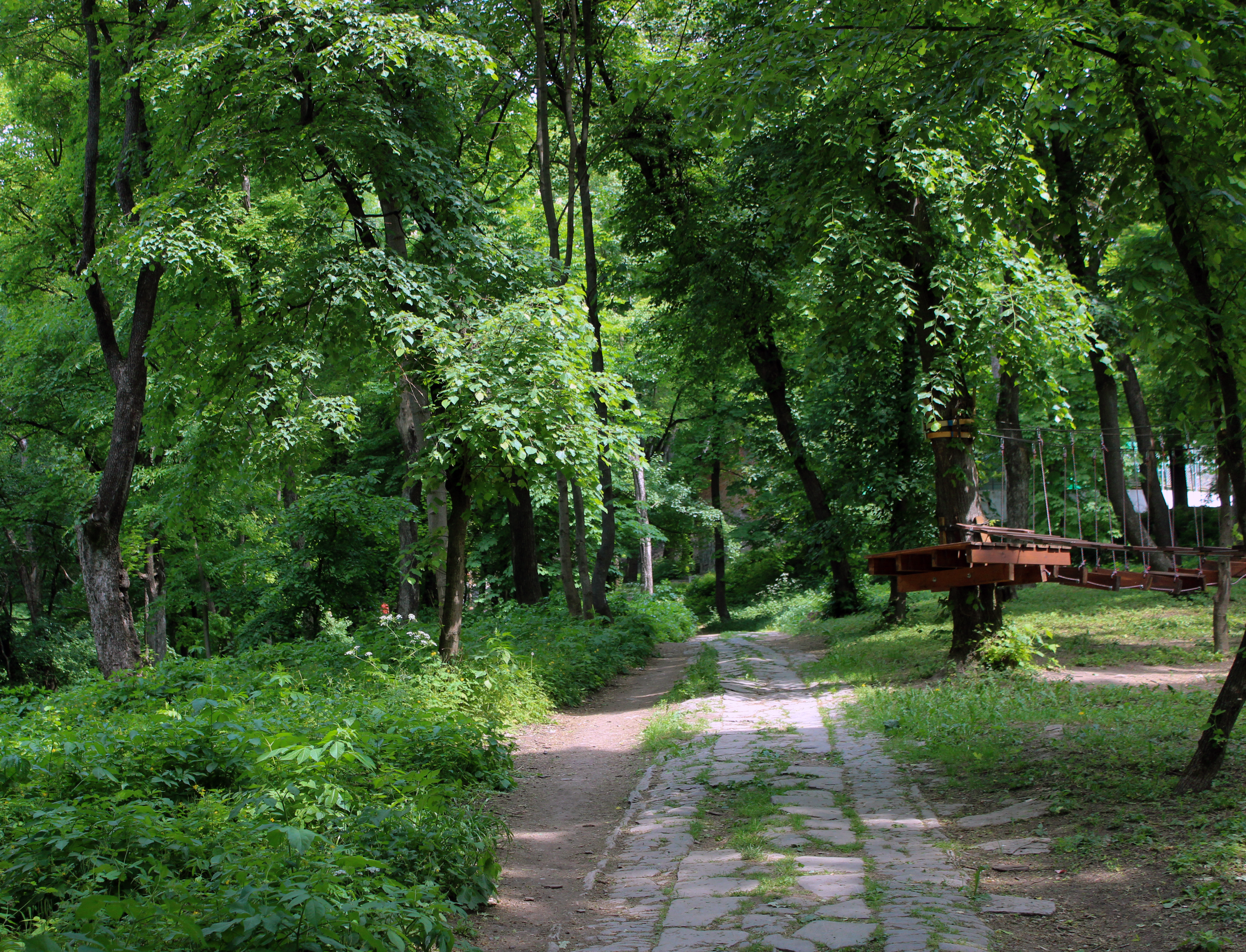
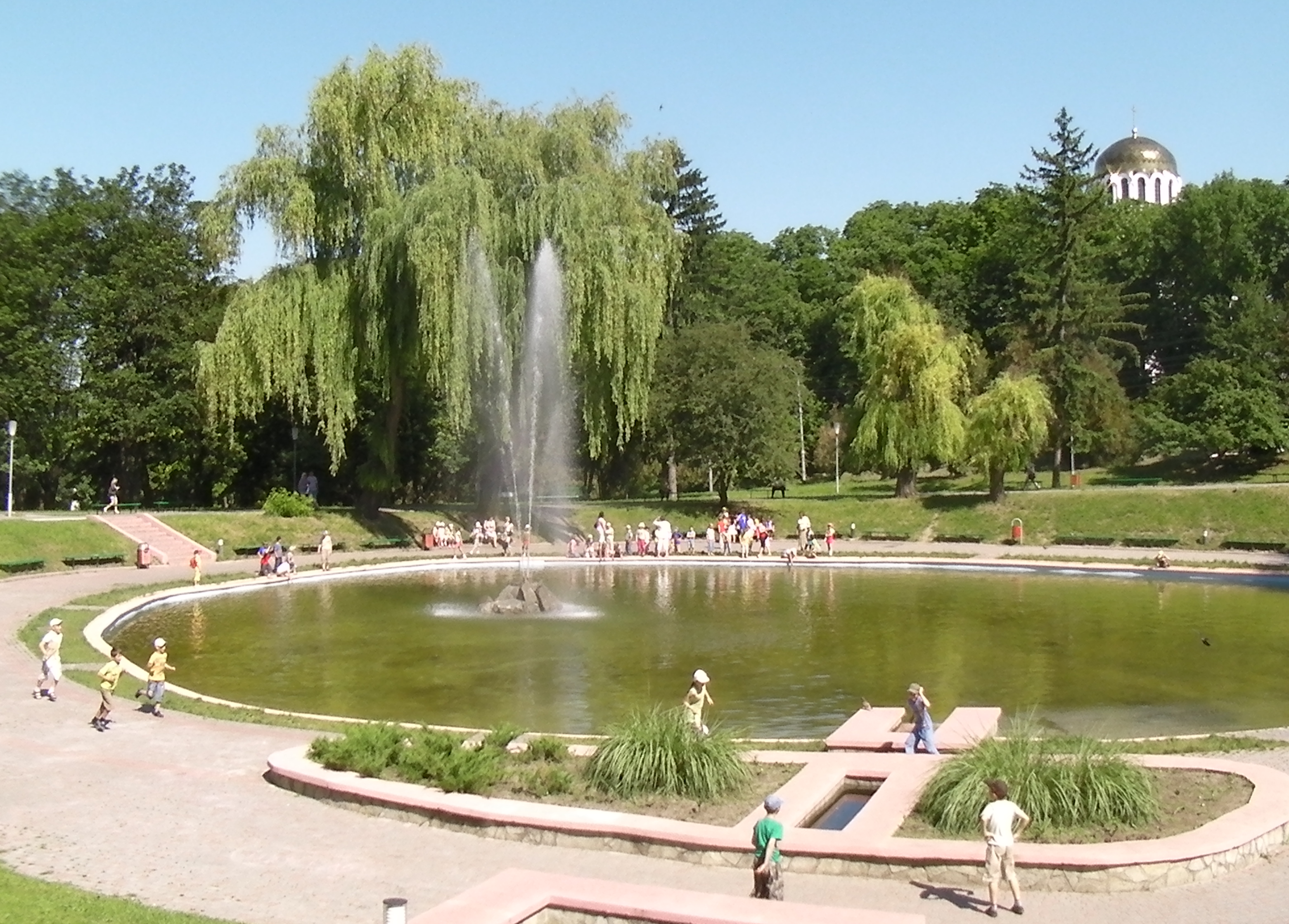
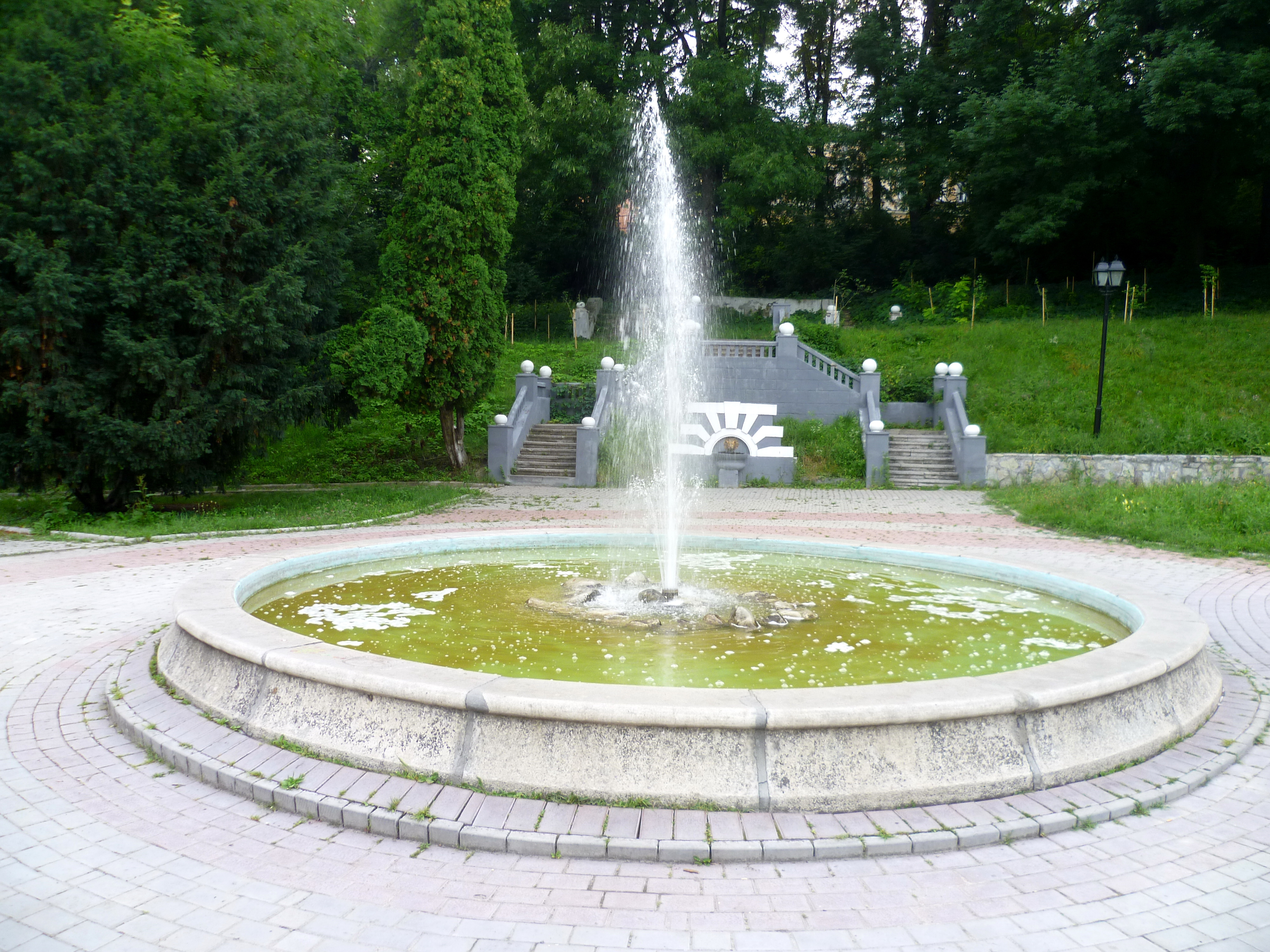
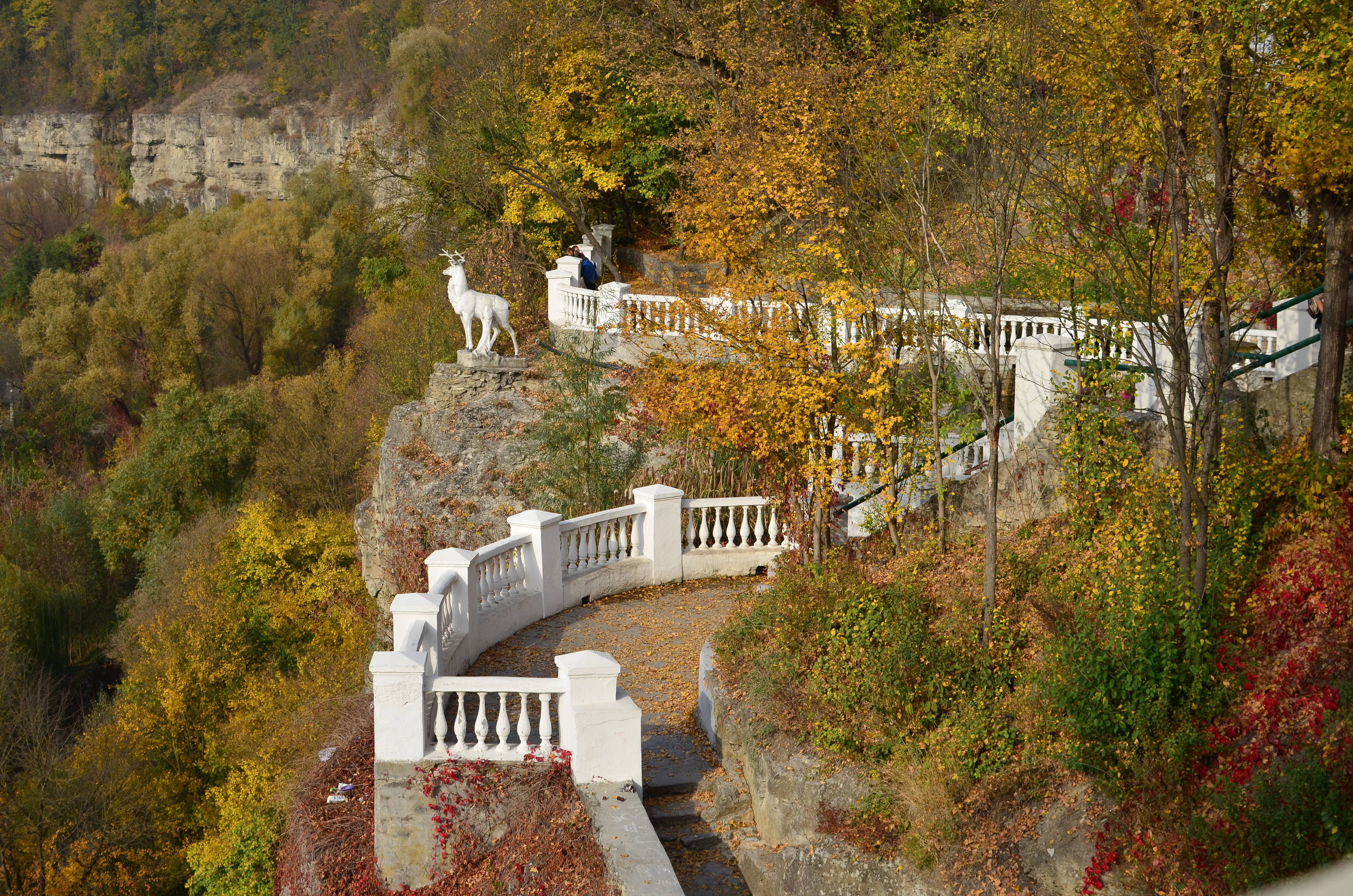